# Великая (фильм)
«Великая» (англ. Lee) — биографический фильм американского режиссёра Эллен Курас с Кейт Уинслет в главной роли, рассказывающий о фотографе Ли Миллер. Его премьера состоялась на международном кинофестивале в Торонто 9 сентября 2023 года. Картина получила невысокие оценки критиков из-за сценария.

## Сюжет
В основу сценария легла книга Энтони Пенроуза «Жизнь Ли Миллер». Главная героиня фильма, американская фотохудожница Ли Миллер, в 1977 году рассказывает интервьюеру своей жизни. Её рассказ начинается в 1937 году, когда Миллер, бывшая фотомодель из Нью-Йорка, ведёт богемный образ жизни во Франции и начинает карьеру фотографа. Во время Второй мировой войны она становится корреспондентом журнала Vogue, позже — военным корреспондентом. В 1944 году Миллер снимает высадку в Нормандии и освобождение Парижа, в 1945 году вместе с коллегой Дейвидом Шерманом первой фиксирует последствия нацистских зверств в Бухенвальде и Дахау. Шерман фотографирует её в ванной в мюнхенской квартире Адольфа Гитлера. Вернувшись в Англию, Миллер узнаёт, что её снимки, сделанные в концлагерях, не были опубликованы из-за цензуры. Она выходит замуж, у неё рождается сын.
Выясняется, что интервьюер — сын Миллер Энтони Пенроуз, недавно узнавший о военном опыте матери. Он расспрашивает мать о своём детстве, обсуждает влияние на их совместную жизнь посттравматического синдрома и пристрастия Ли к алкоголю. Затем зритель делает ещё одно открытие: Ли уже мертва, интервью — всего лишь плод воображения её сына.

## В ролях
- Кейт Уинслет — Ли Миллер
- Александр Скарсгард — Роланд Пенроуз
- Марион Котийяр — Соланж Д’Айен
- Андреа Райсборо — Одри Уизерс
- Джош О’Коннор — Энтони Пенроуз
- Энди Сэмберг — Дейвид Шерман
- Сэмюэл Барнетт — Сесил Битон
- Венсан Коломб — Поль Элюар
- Ноэми Мерлан — Нюш Элюар
- Джеймс Мюррей — полковник Спенсер

## Создание и оценки
Проект был анонсирован в октябре 2015 года, причём изначально было известно, что главную роль сыграет Кейт Уинслет. В июне 2020 года режиссёром фильма стала Эллен Курас, известная как оператор в картине «Вечное сияние чистого разума» (для неё это дебют в таком качестве). Сценарий написала Лиз Ханна. Производство началось в октябре 2021 года, когда к актёрскому составу присоединились Марион Котийяр, Джош О’Конор, Джуд Лоу, Андреа Райсборо. Александр Деспла стал композитором, Майкл О’Коннор — дизайнером костюмов. В феврале 2022 года роль в фильме получил Энди Сэмберг. В октябре 2022 года стало известно, что Александр Скарсгард заменит Джуда Лоу.
Съёмки начались в сентябре 2022 года в Хорватии. Они продолжились в Венгрии и закончились в декабре. Премьера состоялась 9 сентября 2023 года на кинофестивале в Торонто. 13 сентября 2024 года картина вышла в театральный прокат в Великобритании и Ирландии, 27 сентября — в США. В британском прокате она стала самым кассовым оригинальным проектом Sky UK.
На сайте Rotten Tomatoes картина получила рейтинг 67 % при средней оценке 6,5 из 10. Консенсус сайта гласит: «Захватывающая игра исполнительницы главной роли Кейт Уинслет помогает фильму выйти за границы обычного разочаровывающего байопика». На Metacritic лента получила 62 балла из 100, что указывает на «смешанные или средние отзывы». Обозреватель «Форбс» Мария Ракитина сочла фильм «шаблонным и безжизненным»: Уинслет, по её мнению, показала стандартный образ «сильной женщины», сценаристы слишком избирательно использовали биографический материал, из-за чего повествование получилось несбалансированным и сумбурным, а профессиональные достижения героини вообще остались за кадром.
Схожего мнения придерживается Юлия Шагельман: она написала в своей рецензии, что Уинслет играет Миллер «с полной отдачей, однако даже ее таланта и энтузиазма недостаточно, чтобы оживить трафаретный байопик».
Награды и номинации
| Премия           | Категория                   | Номинант                                                                               | Результат |
| ---------------- | --------------------------- | -------------------------------------------------------------------------------------- | --------- |
| «Золотой глобус» | Лучшая женская роль — драма | Кейт Уинслет                                                                           | Номинация |
| BAFTA            | Лучший британский фильм     | Эллен Курас, Кейт Соломон, Кейт Уинслет, Лиз Ханна, Мэрион Хьюм, Джон Колли, Лем Доббс | Номинация |